# Discografia lui Andrei Mihalache
Discografia acordeonistului Andrei Mihalache însumează câteva apariții discografice (viniluri, casete audio, CD-uri) ce conțin înregistrări efectuate în perioada 1984-2007 la casele de discuri Electrecord și la Ethnophonie, la Radio România, dar și individual, în România și în străinătate.

## Discuri proprii
| An   | Număr de catalog        | Format       | Piese | Acompaniament |
| ---- | ----------------------- | ------------ | --- | --- |
| 2003 | 247/248 Țiganii Lăutari | compact disc | 1. Hora lui Badea 2. Hora lui Andrei 3. Melodii lăutărești 4. Sârba lui Păpușel 5. Mahala și țigănie 6. Pe ulița armenească 7. Hora de dimineață 8. Melodie de ascultare 9. Hora țigăncilor 10. Pe sub deal, pe sub pădure 11. Sârba muntenească | Orchestra Mihalache: Andrei Mihalache (acordeon și voce) George Mihalache (țambal, contrabas) Meltiade Mihalache (vioară, violă) |
| 2003 | 249/250                 | compact disc | 1. Mahala și țigănie 2. Melodie țigănească 3. Sârba lui Purcelean 4. Hora țigănească 5. Hora lăutărească 6. Melodii lăutărești 7. Joc de doi 8. Sârba muntenească 9. Inel, inel de aur                                                           | Orchestra Mihalache: Andrei Mihalache (acordeon și voce) George Mihalache (țambal, contrabas) Meltiade Mihalache (vioară, violă) |

## Discuri Electrecord
| An   | Număr de catalog                 | Format                   | Piese | Acompaniament                        |
| ---- | -------------------------------- | ------------------------ | --- | ------------------------------------ |
| 1984 | EPE 02418 De joc și de voie bună | vinil, LP, 30 cm, 33 RPM | 9. Cântec de dragoste 10. Hora flăcăilor 11. Vântule, bătaia ta 12. Hora lui Toma Orează | orchestra Ion Albeșteanu             |
| 2007 | EDC 773 Melodii lăutărești       | compact disc             | 1. Hora lăutăreselor 2. Sârba lui Meltiade 3. Ca la ușa cortului 4. Drag mi-a fost noaptea de vară 5. Inimă de putregai 6. Hora bradului 7. Azi eram un tânăr june (Cântecul lui Gică Ceasornicarul) 8. La casa cu trestioară 9. Jocuri muntenești 10. Hora de la Micșunești și Cântec de ascultare 11. Mahala și țigănie 12. Ca pe luncă 13. Păsărică cenușie 14. Cântec de ascultare a lui Ilie Udilă 15. Hora de dimineață | Formația condusă de Andrei Mihalache |

## Discuri Ethnophonie
| An   | Număr de catalog                                    | Format       | Piese | Acompaniament                                                                                         |
| ---- | --------------------------------------------------- | ------------ | --- | --- |
| 2008 | CD 16 Cântările lăutărești ale lui Andrei Mihalache | compact disc | 1. Cântec de ocnă: Într-o celulă-ntunecoasă 2. Cântec: Mă ține lumea cu bani 3. Cântec: Inimă de putregai 4. Cântec: Cucule de unde vii 5. Cântec de ocnă: Și-ntr-o joi de dimineață 6. Cântec: Mai dă omul de beșea 7. Cântec: Pe ulița armenească 8. Cântec: Azi eram un tânăr june 9. Cântec de nuntă: Am iubit și-am să iubesc 10. Cântec de șmecheri: Moșule te-aș întreba 11. Suită de hore lăutărești | Andrei Mihalache - acordeon Ilie Alecu - țambal Ion Gherghină - vioară Constantin Nichita - contrabas |